# Empoasca scinda
Empoasca scinda är en insektsart som beskrevs av Ruppel och Delong 1956. Empoasca scinda ingår i släktet Empoasca och familjen dvärgstritar.
Artens utbredningsområde är Colombia. Inga underarter finns listade i Catalogue of Life.